# Splendrillia suluensis
Splendrillia suluensis é uma espécie de gastrópode do gênero Splendrillia, pertencente a família Drilliidae.